# Gâlgău
Gâlgău – wieś w Rumunii, w okręgu Sălaj, w gminie Gâlgău. W 2011 roku liczyła 647 mieszkańców.